# Rajčilovci
Rajčilovci (cyr. Рајчиловци) – wieś w Serbii, w okręgu pczyńskim, w gminie Bosilegrad. W 2011 roku liczyła 1840 mieszkańców.